# 浅野応輔

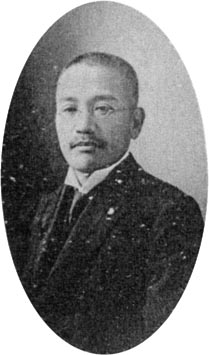
浅野応輔

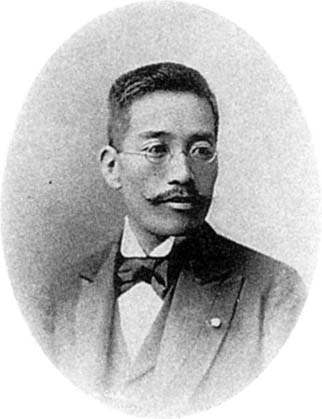
浅野応輔

浅野 応輔（あさの おうすけ、1859年4月10日（安政6年3月8日） - 1940年（昭和15年）9月23日）は、明治から昭和時代前期の電気工学者、通信技術者。

## 経歴・人物
備中国都宇郡茶屋町（現・岡山県倉敷市）に生まれる。浅野意俊の三男。
1881年（明治14年）工部大学校電気工学科（現：東京大学）を卒業し、同年工部大学校教官となる。同校助教授、東京電信学校長兼幹事、逓信省電務局電気試験所（現：電子技術総合研究所）初代所長、逓信技師、電気試験所所長を経て、1899年（明治32年）東京帝国大学工科大学（現：東京大学工学部）教授となる。その後、早稲田大学教授、早稲田大学工科長を経て1920年（大正9年）早稲田大学理工学部学部長となる。
その間、1893年（明治26年）12月、逓信省電務局電気試験所所長を勤めていた際、電気事業調査のため欧米各国へ派遣され、大西洋横断海底電信線敷設事業に参加した。1895年（明治28年）帰国すると、東京市区改正委員会の嘱託を受け、電気事業取締規則を編成した。その後、大隅-台湾間の海底電信線敷設の設計及び工事に携わり、1897年（明治30年）竣工した。また、1903年（明治36年）には自身が開発した通信機で長崎-台湾間の通信に成功した。
ほか万国電気単本位国際会議学術委員、万国電気工芸委員会日本委員会長、電気学会会長などを務めた。勲二等瑞宝章受章。墓所は多磨霊園。

## 栄典
- 1897年（明治30年）11月30日 - 正六位[5]
- 1904年（明治37年）5月10日 - 正五位[6]
- 1909年（明治42年）5月21日 - 従四位[7]
- 1914年（大正3年）6月10日 - 正四位[8]
- 1914年（大正3年）12月28日 - 従三位[9]

## 親族
- 兄 大蔵平三（陸軍中将、男爵）[10]